# 丸一海運

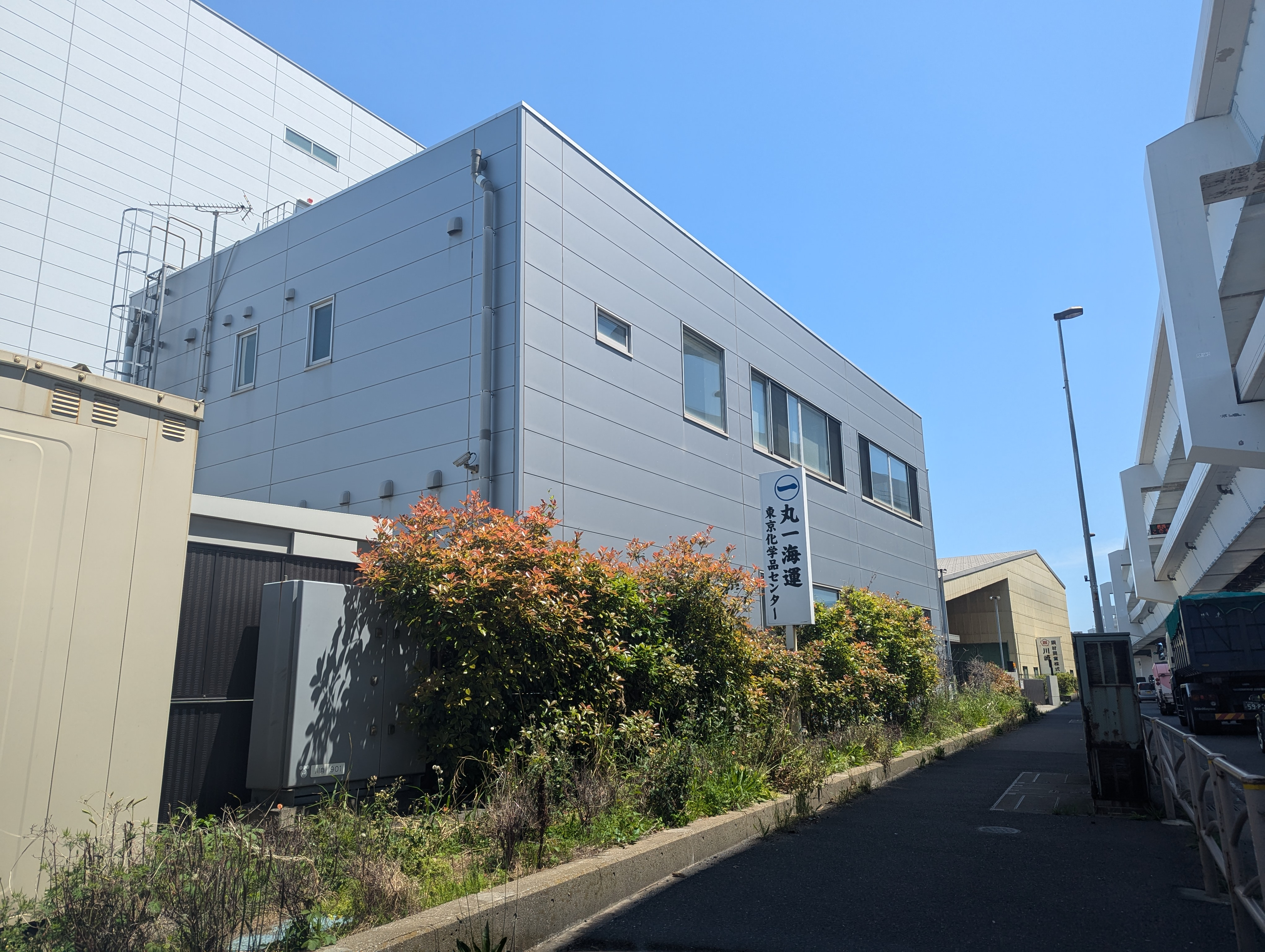
東京化学品センター（神奈川県川崎市川崎区浮島町）

丸一海運株式会社（まるいちかいうん）は、大阪府大阪市大正区に本社を置く日本の乙仲（通関業者）。

## 沿革
- 1951年 - 丸一海運株式会社設立。
- 1975年 - 株式会社奥野長商店吸収。
- 1995年 - 浅野シッピング株式会社吸収合併。